# Les Altres Herbes
Les Altres Herbes és un segell editorial editat conjuntament per l'editorial Les Males Herbes i L'Altra Editorial. Creat el juliol de 2020, va ser presentat públicament el 21 d'octubre de 2020.
La idea del projecte va sorgir el 2018, quan les dues editorials van publicar de manera simultània dues obres de Stephen King, «Torn de nit» (Males Herbes) i «Escriure» (L'Altra) i es van quedar amb ganes de continuar col·laborant. Ricard Planas, Eugènia Broggi i Ramon Mas van presentar el projecte dient que l'objectiu del segell és publicar clàssics moderns d'arreu del món en català, i que preveuen construir una col·lecció de manera col·laborativa, que publiqui un parell de llibres l'any.
El primer títol de la col·lecció és el clàssic de la literatura americana Flors per a l'Algernon, de Daniel Keyes, una novel·la guanyadora del Nebula Award, traduïda al català per Pep Verger. Es preveu que durant la primavera de 2021 publiquin els contes de Daphne du Maurier.
| «                 | No venim a competir amb la precipitació de la novetat o la descoberta d'un autor, sinó a engreixar els clàssics (traduïts) en la nostra llengua; i això no molesta mai | » |
| — Eugènia Broggi, | |   |